# Recreo (película de 2018)
Recreo es una película argentina que se estrenó el 8 de febrero de 2018 escrita y dirigida por Hernán Guerschuny y Jazmín Stuart.

## Reparto
- Juan Minujín como Mariano.
- Jazmín Stuart como Guadalupe.
- Fernán Mirás como Leo.
- Carla Peterson como Andrea.
- Pilar Gamboa como Sol.
- Martín Slipak como Nacho.

## Sinopsis
Lo que al principio se pensó como un fin de semana de descanso de tres parejas con hijos, terminó convirtiéndose en el punto de partido de discusiones cruces y recuerdos oscuros sobre la convivencia pasada y presente.

## Recepción

### Comercial
La cinta tuvo un estreno moderado con algo más de 70 copias disponibles en su primera semana en la cartelera argentina con un rendimiento aceptable con 24.000 entradas vendidas.
Su acumulado hasta el momento es de 31.500 espectadores.

### Comentarios
Fernando Álvarez dijo en Clarín:

” "La película acierta en su tono de apariencias plasmado por los directores, que pasa de la risa a la lágrima con comodidad, permitiendo a cada uno de los intérpretes su lucimiento (...) y planteando interrogantes que no siempre tienen respuestas.”

Alejandro Lingeri en La Nación escribió:

”El encuentro fugaz de tres matrimonios en una casa de campo, pensado originalmente como alternativa de disfrute y descanso, se va enturbiando a medida que afloran algunos secretos hasta entonces celosamente guardados. La historia arranca en tono de comedia y se va oscureciendo gradualmente, al ritmo de las inseguridades, las falsedades, los autoengaños y las neurosis de los protagonistas. En más de una oportunidad, la película se atasca en los lugares comunes en torno a los tópicos que aborda (incertidumbre laboral, sexualidad, exigencias de la maternidad, enfocados como problemas concretos de un sector social bien determinado, la clase media profesional), pero termina levantando vuelo gracias a la convicción y el oficio de un elenco ajustado. Está claro que hay formas más elusivas y sugerentes de tratar estos mismos conflictos …pero Recreo termina entregándose a una lógica un poco más epidérmica, cercana al lenguaje televisivo, destinado inevitablemente a simplificar, a confirmar expectativas previas -más que a inquietar o provocar interrogantes- y por lo tanto a conservar el statu quo.”

Ezequiel Boetti en Página 12 escribió:

”El film comienza con la llegada de dos parejas al caserón del campo… para pasar un fin de semana a todo trapo… Todos ellos se conocen… bueno, desde hace bastante tiempo, según se deduce. No le hubiera venido mal a Recreo más profundidad en ese pasado en común: a fin de cuentas, toda amistad tiene una pata en el presente y otra en los recuerdos compartidos. La velada marchará de maravillas durante las primeras horas, con charlas sobre proyectos personales y laborales de cada uno salpicado con situaciones de comedia entre clásicas y gastadas. Pero a medida que avance el reloj y la intimidad afloje las clavijas de las fachadas, asomarán los malestares internos y el desgaste de la vida durmiendo de a dos. Los personajes, entonces, se convierten en personas. Y, con esto, la película adquiere una humanidad que salva el asado justo antes de que empiece a chamuscarse.“

### Premios y nominaciones
Festival Internacional de Cine de Santa Bárbara 2019
- Hernán Guerschuny nominado junto a Jazmín Stuart al Premio del Jurado en la competencia de cine hispano-latinoamericano por Recreo.